# Thom-Vermutung
Die Thom-Vermutung ist in der Mathematik eine inzwischen bewiesene, auf René Thom zurückgehende Vermutung über Flächen in der komplex-projektiven Ebene. Die Vermutung und ihre Verallgemeinerung auf symplektische Mannigfaltigkeiten waren eine wichtige Motivation bei der Entwicklung analytisch-topologischer Methoden wie den Seiberg-Witten-Invarianten.

## Hintergrund
Glatte algebraische Kurven {\displaystyle C} in der komplex-projektiven Ebene sind gegeben durch homogene Polynome. Sie sind komplex 1-dimensionale Mannigfaltigkeiten, also topologische Flächen. Das Geschlecht einer durch ein Polynom vom Grad {\displaystyle d} gegebenen algebraischen Kurve berechnet sich nach der Formel
{\displaystyle g=(d-1)(d-2)/2}.

## Vermutung
Die nach René Thom benannte Thom-Vermutung besagt: Wenn {\displaystyle \Sigma } eine in die komplex-projektive Ebene eingebettete differenzierbare Fläche ist, die dieselbe Homologieklasse repräsentiert wie eine durch ein homogenes Polynom vom Grad {\displaystyle d} gegebene glatte algebraische Kurve, dann erfüllt das Geschlecht {\displaystyle g} der Fläche {\displaystyle \Sigma } die Ungleichung
{\displaystyle g\geq (d-1)(d-2)/2}.
Insbesondere ist jede algebraische Kurve {\displaystyle C} eine Fläche minimalen Geschlechts (Thurston-Norm-minimierende Fläche) in ihrer Homologieklasse.
Man sieht leicht, dass die 2. Homologie der komplex-projektiven Ebene isomorph zu den ganzen Zahlen {\displaystyle \mathbb {Z} } ist, glatte algebraische Kurven vom Geschlecht {\displaystyle d} entsprechen unter diesem Isomorphismus der Zahl {\displaystyle d\in \mathbb {Z} }. Die Thom-Vermutung berechnet also die Thurston-Norm (das minimale Geschlecht) für alle Homologieklassen in {\displaystyle H_{2}(\mathbb {C} P^{2})}.

## Beweis
Wenige Wochen nachdem Edward Witten die Seiberg-Witten-Invarianten in die Mathematik eingeführt hatte, bewiesen Kronheimer–Mrowka im Oktober 1994 die Thom-Vermutung mit Hilfe dieser neuen Invarianten.

## Verallgemeinerung
Die symplektische Thom-Vermutung besagt, dass symplektische Flächen in symplektischen 4-Mannigfaltigkeiten Flächen minimalen Geschlechts in ihrer Homologieklasse sind. Die Thom-Vermutung ist ein Spezialfall, weil die glatten algebraischen Kurven symplektische Untermannigfaltigkeiten bzgl. der kanonischen symplektischen Struktur auf der komplex-projektiven Ebene sind.
Die symplektische Thom-Vermutung wurde mit Hilfe von Seiberg-Witten-Invarianten durch Morgan–Szabó–Taubes für symplektische Flächen nichtnegativer Selbstschnittzahl bewiesen. Den allgemeinen Beweis für die symplektische Thom-Vermutung gaben schließlich Ozsváth und Szabó ebenfalls mit Hilfe von Seiberg-Witten-Invarianten.
Es ist allerdings im Allgemeinen eine schwierige Frage, welche Homologieklassen einer symplektischen Mannigfaltigkeit sich durch symplektische Untermannigfaltigkeiten repräsentieren lassen.